# つぐグリーンプラザ
つぐグリーンプラザは、愛知県北設楽郡設楽町津具字下川原6-1にある社会教育施設。旧・北設楽郡津具村の中心部にある。

## 歴史
かつて北設楽郡津具村の公共施設は分散していたが、1996年（平成8年）には公共施設を集約する「シンボルゾーン整備計画」を策定した。国の補助を受けて同年9月25日に着工し、1998年（平成10年）6月26日に竣工、7月6日につぐグリーンプラザの完成式を開催した。準備した1.3ヘクタールの土地の中央部に村道を整備し、保育園、文化センター（グリーンプラザ）、役場兼議会の庁舎を建設している。総工費は15億4000万円。建物は鉄筋コンクリート造2階建であり、延床面積は約4000平方メートルである。2005年（平成17年）10月1日には津具村が〈旧〉設楽町と合併し、〈新〉設楽町が発足している。

## 施設
- 文化ホール
  - 298人収容
  - 利用時間 - 9時～21時

- 室内温水プール（25メートル×6コース）
  - 開館日 - 6月1日から8月31日

- トレーニングルーム
  - 利用時間 - 13時～21時
  - 休館日 - 月曜日、年末年始

- つぐグリーンプラザ図書室
  - 開館時間 - 9時～12時、13時～17時
  - 休館日 - 毎週月曜日、木曜日、年末年始
  - 収容能力は開架2万冊＋閉架書庫1室[2]
  - コーナーとしては畳コーナー、AVルーム、くつろぎコーナーがある[2]
  - 各種文庫としては奥三河ロータリー文庫、しのみや文庫がある

## 周辺
- 設楽町役場津具総合支所
- 設楽町立津具小学校 - 1974年に津具村立上津具小学校と津具村立下津具小学校が合併して開校。
- 設楽町立津具中学校 - 1950年に津具村立上津具中学校と津具村立下津具中学校が合併して上津具村・下津具村学校組合立津具中学校として開校。2024年3月閉校。
- 設楽町津具民俗資料館 - 1968年3月開館。
- 津具文化資料展示センター - 1987年開館。
- 津具郵便局
- 金龍寺 - 「金龍寺の枝垂桜」（大秀桜）は愛知県指定天然記念物。
- 津具八幡宮 - 「津具八幡宮のスギ」は愛知県指定天然記念物。
- 鞍船遺跡 - 縄文時代前期の竪穴建物群からなる集落遺跡。

## 交通
- 公共交通機関
  - JR飯田線本長篠駅から豊鉄バスで約90分。

- 自家用車
  - 国道257号「設楽町川向」から愛知県道10号で「設楽町津具」方面に。